# Habitatge al carrer Major, 167 (Ulldecona)
Habitatge al carrer Major, 167 és un edifici d'Ulldecona (Montsià) inclòs a l'Inventari del Patrimoni Arquitectònic de Catalunya.

## Descripció
Habitatge entre mitgeres que conserva l'estructura interior i la façana originals. Aquesta darrera, amb portada lateral de fusta, ha estat arrebossada modernament. A l'interior, destaquen les antigues cavallerisses, que ocupen la meitat sud de la planta. Aquestes estan separades de la porta d'accés des del carrer per una petita entrada que accedeix al primer pis, aïllada d'elles per una segona portalada de fusta. Consten de dos cossos allargats paral·lels separats per un seguit d'arcs de mig punt amb dovelles i estreps de pedra emblanquinats. En el sector interior, hi ha restes de les menjadores on s'alimentaven els animals; les finestres són escasses i petites i el sostre és alt, cobert amb forjats sobre embigat de fusta (aquestes han estat substituïdes per bigues de formigó).
Als pisos superiors, les reformes són les mínimes i conserven l'estructura inicial amb un sector diferenciat per a habitacions i una gran cuina llar i una aigüera gran de pedra.

## Història
Aquest edifici i el contigu eren en principi un únic habitatge, dedicat a hostal de la vila. Construït possiblement el segle XX com deixa constància la data de la llinda d'una porta. En el cos exterior de les cavallerisses es guardaven carros i tartanes i on descansaven els animals. Avui dia s'utilitza com a habitatge unifamiliar; la planta baixa es fa servir com a magatzem agrícola.